# Boleslaus I. (Teschen)
Boleslaus I. von Teschen (tschechisch Boleslav I. Těšínský, polnisch Bolesław I cieszyński; * nach 1363; † 6. Mai 1431) war 1410 bis 1431 Herzog von Teschen, 1410 bis 1414 Herzog von Auschwitz und 1410 bis 1431 Herzog von halb Glogau. Er entstammte dem Teschener Zweig der Schlesischen Piasten.

## Herkunft und Familie
Seine Eltern waren Herzog Przemislaus und Elisabeth († 1373), Tochter des Herzogs Boleslaus von Beuthen. 1406 vermählte er sich mit Margarete († 1407), einer Tochter des Troppauer Herzogs Johann I., die ein Jahr später starb. In zweiter Ehe heiratete Boleslaus Euphemia († 1447), Tochter des Herzog Ziemowit IV. von Masowien. Dieser Ehe entstammten die Kinder: 
- Wenzel I. († 1474), ⚭ 1438/39 Elisabeth († 1439), Tochter des Kurfürsten Friedrich I. von Brandenburg.
- Wladislaus († 1460), ⚭ 1444 Margareta von Cilli
- Przemislaus II. († 1477), ⚭ 1460/68 Anna von Masowien
- Boleslaus II. († 1474), ⚭ 1448 Anna Bielska († 1490), Tochter des Moskauer Woiwoden Fyodor Bielski
- Alexandra († 1463), ⚭ den ungarischen Magnaten László II Garai († 1459)

## Leben
Nach dem Tod des Vaters 1410 erbte der zweitgeborene Boleslaus Teschen sowie die Hälfte von Glogau mit Gohrau sowie Beuthen und Sewerien. Da sein älterer Bruder Przemislaus von Auschwitz beim Tod des Vaters nicht mehr am Leben war, setzte Boleslaus die Teschener Hauptlinie fort. Für den noch minderjährigen Sohn seines älteren Bruders Przemislaus Kasimir I. von Auschwitz (1396–1434) übernahm er die Vormundschaft und verwaltete dessen Herzogtum Auschwitz bis 1414. Im selben Jahr kämpfte er auf Seiten des polnischen Königs gegen den Deutschen Ritterorden. Bei einer weiteren Teilung 1416 übertrug er seinem Neffen Kasimir noch Tost, halb Gleiwitz und Strehlen.
Obwohl Boleslaus auf Seiten des Königs Sigismund stand, wandte er sich nicht gezielt gegen die Hussiten, schloss jedoch 1428 mit ihnen ein Abkommen. Vermutlich deshalb wurde das Herzogtum Teschen während der Hussitenkriege verschont.
Nach Boleslaus Tod 1431 übernahm seine Witwe Eufemia die Vormundschaft über die noch nicht volljährigen Söhne. Danach verwalteten die Söhne den Besitz gemeinsam mit ihrer Mutter. 1438 verliehen sie der Stadt Teschen das Privileg des Münzprägens. Erst 1442 wurde das Erbe geteilt. Durch die dadurch entstandenen kleinen Herrschaftsgebiete verloren Boleslaus Söhne an politischer Bedeutung.